# Maticová kvantová mechanika
Maticová kvantová mechanika je formulace kvantové mechaniky vytvořená Wernerem Heisenbergem roku 1925, která používá jako matematický aparát vektorový a maticový počet.

## Elementy maticové formulace

### Stav systém
Stav systému je popsán vektorem
{\displaystyle \psi =\left({\begin{array}{c}c_{1}\\c_{2}\\c_{3}\\\vdots \end{array}}\right)}

### Veličiny
Ke každé pozorovatelné veličině lze přiřadit matici.
Příkladem vyjádření veličin ve formě matic je matice příslušející poloze (částice)
{\displaystyle {\hat {X}}={\sqrt {\frac {\hbar }{2m\omega }}}\cdot \left({\begin{array}{ccccc}0&{\sqrt {1}}&0&0&\ldots \\{\sqrt {1}}&0&{\sqrt {2}}&0&\ldots \\0&{\sqrt {2}}&0&{\sqrt {3}}&\ldots \\0&0&{\sqrt {3}}&0&\ldots \\\ldots &\ldots &\ldots \end{array}}\right)}
a matice příslušející hybnosti (částice)
{\displaystyle {\hat {P}}=i{\sqrt {\frac {\hbar m\omega }{2}}}\cdot \left({\begin{array}{ccccc}0&-{\sqrt {1}}&0&0&\ldots \\{\sqrt {1}}&0&-{\sqrt {2}}&0&\ldots \\0&{\sqrt {2}}&0&-{\sqrt {3}}&\ldots \\0&0&{\sqrt {3}}&0&\ldots \\\ldots &\ldots &\ldots \end{array}}\right)}
Lze ukázat, že {\displaystyle {\hat {X}}} a {\displaystyle {\hat {P}}} splňují komutační relace, neboť
{\displaystyle [{\hat {P}},{\hat {X}}]={\hat {P}}{\hat {X}}-{\hat {X}}{\hat {P}}={\frac {\hbar }{i}}\left({\begin{array}{ccccc}1&0&0&0&\ldots \\0&1&0&0&\ldots \\0&0&1&0&\ldots \\0&0&0&1&\ldots \\\ldots &\ldots &\ldots &\ldots &\ldots \end{array}}\right)={\frac {\hbar }{i}}.}